# Kutno-Zachód (gromada)
Kutno-Zachód (do 30 VI 1968 Kutno) – dawna gromada, czyli najmniejsza jednostka podziału terytorialnego Polskiej Rzeczypospolitej Ludowej w latach 1954–1972.
Gromady, z gromadzkimi radami narodowymi (GRN) jako organami władzy najniższego stopnia na wsi, funkcjonowały od reformy reorganizującej administrację wiejską przeprowadzonej jesienią 1954 do momentu ich zniesienia z dniem 1 stycznia 1973, tym samym wypierając organizację gminną w latach 1954–1972.
Gromada Kutno-Zachód z siedzibą GRN w mieście Kutnie (nie wchodzącym w jej skład) powstała 1 lipca 1968 w powiecie kutnowskim w woj. łódzkim w związku ze zmianą nazwy gromady Kutno na gromada Kutno-Zachód. Zmiana ta była podyktowna utworzniem w jej sąsiedztwie nowej jednostki o nazwie gromada Kutno-Wschód i miała na celu odróżnienie obu jednostek od siebie.
Gromada przetrwała do końca 1972 roku, czyli do kolejnej reformy gminnej. 1 stycznia 1973 w powiecie kutnowskim reaktywowano zniesioną w 1954 roku gminę Kutno.